# Université Johnson-C.-Smith
L'université Johnson-C.-Smith (en anglais, Johnson C. Smith University (JCSU)) est une université privée américaine, située à Charlotte (Caroline du Nord). C'est une université traditionnellement noire, affilée à l'Église presbytérienne.